# Дитя в небі
«Дитя в небі» (англ. A Child Across the Sky) — фентезійний роман американського письменника Джонатана Керрола, опублікований 1989 року.

## Сюжет
Роман розповідає історію двох друзів у Голлівуді й про таємничу смерть одного з них.